# Sebestyén Benedek

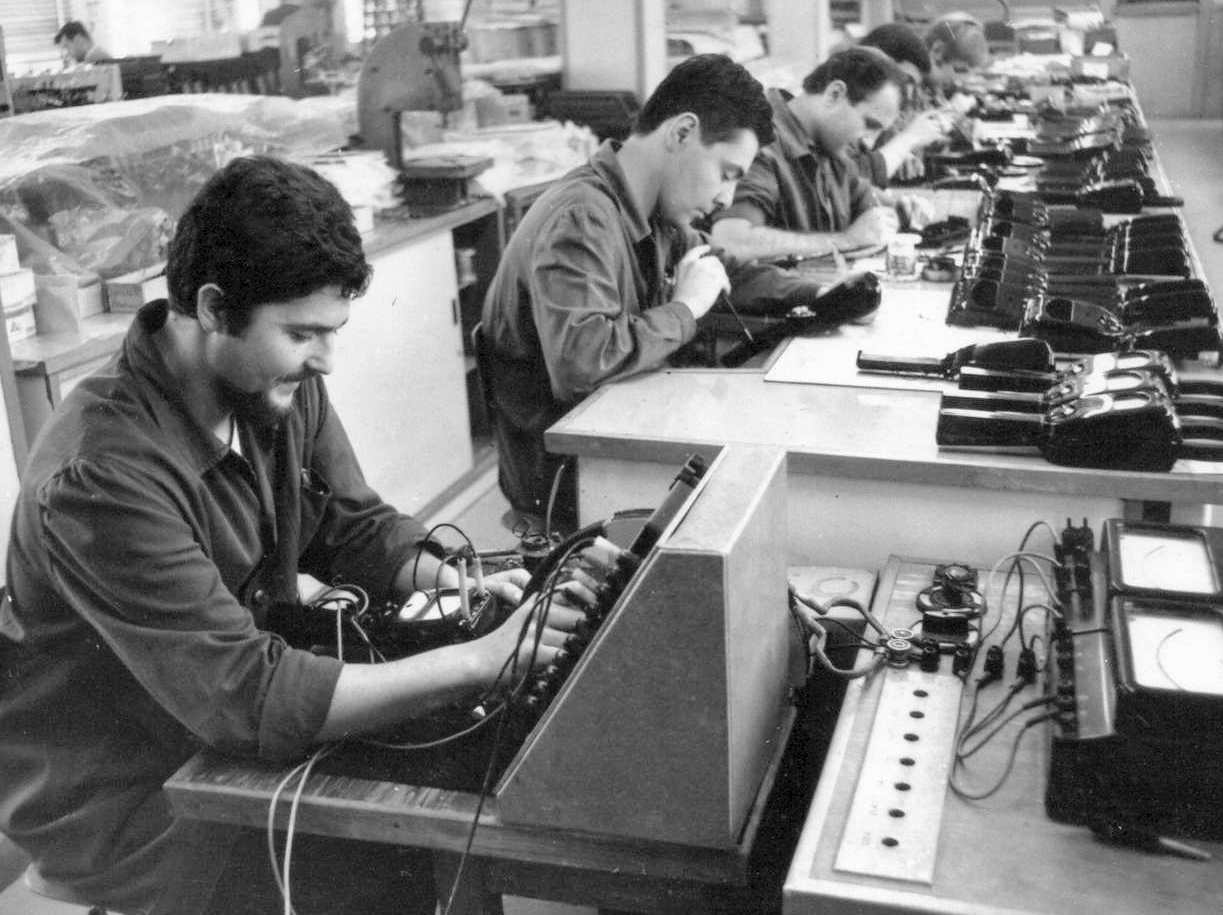
Sebestyén Benedek a Ganz Műszer Művekben

Sebestyén Benedek (Budapest. 1937. – 2011. július 31.) festőművész, szobrászművész, református lelkipásztor.

## Munkássága
Műszerésznek tanult. Az Elektromos Készülékek és Mérőműszerek Gyára, (mely később felvette a Ganz Műszer Művek nevet) Szerelő II, és Szerelő III. műhelyében dolgozott mechanikai műszerészként. Egyaránt foglalkozott söntellenállások, mérőhidak, lakatfogók szerelésével, bemérésével. Munkája mellett 1956-ban kezdte meg teológiai tanulmányait. Szabad idejében festett, verseket írt. A gyárból kilépve táblakép készítő kisiparosként próbált megélni, de ezzel később felhagyott. Az abbahagyott teológiai tanulmányait végül 1986-ban fejezte be.  

## Lelkipásztori tevékenysége
A teológia elvégzése után rövid ideig Csepelen lett segédlelkész. Innen került a Nagykáta, Tápió-vidéki Református Missziói Egyházközséghez. Itt találta meg igazi önmagát.

## Köztéri szobrai
Mintegy húsz köztéri szobra áll:
- Mátray Gábor mellszobor. Nagykáta, 1996
- Battha Sámuel szobor 2004
- Kossuth Lajos szobor Makád
- II. Rákóczi Ferenc emléktábla Szentmártonkáta, 2004
- Arany János dombormű Szentmártonkáta
- Kossuth Lajos szobor Szentmártonkáta
- Bottyán János mellszobor Szentlőrinckáta
- Kossuth Lajos mellszobor Tápiószele, 2010
- Erzsébet királyné szobor Bölöm (Erdély) 2005

…Keresztény értékelés szerint az élet szolgálat. A szolgálat pedig azt jelenti, hogy szeretetben kell élni. Szeretnünk kell környezetünket, szeretnünk kell az embereket, szeretnünk kell Istenünket is. Én szeretem ezt a várost, szeretem Nagykátát, szeretem polgárait, szeretetből készítettem el Mátray Gábornak a szobrát, és kérem, hogy fogadják tőlem szeretettel…

## Kitüntetései
- 1996 Pro Urbe Nagykáta